# Carneades glaucothea
Carneades glaucothea là một loài bọ cánh cứng trong họ Cerambycidae.